# No. 4
No.4 (укр. Номер чотири)  — четвертий студійний альбом американського рок-гурту Stone Temple Pilots, що вийшов в 1999 році.

## Історія створення
Платівка стала першою роботою гурту за три роки, що минули після виходу Tiny Music у 1996 році. За цей час широкому загалу стало відомо про серйозні проблеми фронтмена Stone Temple Pilots із наркотиками та законом. Скотта Вейланда було заарештовано за зберігання наркотиків, а також відправлено на примусове лікування. Після повернення з «рехабу» гурт почав гастролювати, але частину концертів довелось скасувати, бо Вейланд знову почав вживати наркотики. В 1998 році Вейланд випустив перший сольний альбом 12 Bar Blues, але під час турне його знову заарештували: цього разу в Нью-Йорку через спробу купити героїн. Врешті решт, коли Stone Temple Pilots зуміли зібратись та записати нові пісні в студії, за декілька тижнів до виходу платівки Вейланда засудили до річного ув'язнення через порушення умов дострокового звільнення.
Альбом No. 4 вийшов 26 жовтня 1999 року, проте гурт не мав змоги виступати без Вейланда і платівка не отримала потрібного рівня розкрутки. З іншого боку, сингли з нової платівки охоче транслювали на радіостанціях. Першим хітом стала пісня «Down», на яку також зняли відеокліп, заснований на записах живих виступів. No. 4 дебютував в чарті Billboard 200 на 74 місці, але згодом піднявся на шосту позицію. Наступним синглом мала стати важка «Heaven & Hot Rods» або більш «попсова» «Sour Girl». Гурт обрав другу композицію, і вона мала гучний успіх, потрапила влітку 2000 року в чарт Billboard Hot 100 і стала єдиною за всю історію Stone Temple Pilots піснею в основному пісенному хіт-параді. До того ж на «Sour Girl» зняли відеокліп за участі зіркової акторки Сари Мішель Геллар. Врешті решт, попри обмежену рекламну кампанію, до серпня 2000 року в США було продано понад мільйон примірників No. 4, що зробило його «платиновим альбомом».

## Критичні відгуки
В журналі Rolling Stone альбом отримав три зірки з п'яти. Лорейн Алі звернула увагу, що платівка-повернення була видана в не найкращий для колективу час, але видалась досить непоганим взірцем сучасного попроку. У Spin No. 4 отримав п'ять балів з десяти; Джошуа Кловер звинуватив музикантів у надмірному запозиченні чужих музичних ідей та відсутності власної яскравої індивідуальності. В Entertainment Weekly пісні з платівки порівняли із безликими типовими меблями з IKEA, які можна вибрати з каталогу та зібрати без зусиль, отримавши власну копію пісень Джима Моррісона або Jane's Addiction. Проте на сайті PopMatters не погодились з тим, що гурт лише копіює інші відомі колективи. На думку Стіва Ліхтенштейна, «STP мають специфічний стиль, хоча і досить загальний: вперед на повну, і давай грати безглуздий рок з тонкою попчутливістю пісенної структури куплет-приспів-куплет».

Більш пізні відгуки критиків також були досить різними. На сайті AllMusic No. 4 назвали записом, «який збирає воєдино всі найкращі риси гурту» і оцінили на чотири зірки з п'яти. З іншого боку, на сайті NME платівка отримала лише одну зірку з п'яти, і була охрещена «безнатхненним та безглуздим музичним кутом».

## Список пісень
| #     | Назва               | Автор                             | Тривалість |
| ----- | ------------------- | --------------------------------- | ---------- |
| 1.    | «Down»              | Вейланд, Р. Делео                 | 3:50       |
| 2.    | «Heaven & Hot Rods» | Вейланд, Д. Делео                 | 3:24       |
| 3.    | «Pruno»             | Вейланд, Р. Делео                 | 3:14       |
| 4.    | «Church on Tuesday» | Вейланд, Д. Делео                 | 3:00       |
| 5.    | «Sour Girl»         | Вейланд, Д. Делео                 | 4:18       |
| 6.    | «No Way Out»        | Вейланд, Р. Делео, Д. Делео, Крец | 4:20       |
| 7.    | «Sex & Violence»    | Вейланд, Р. Делео                 | 2:52       |
| 8.    | «Glide»             | Вейланд, Р. Делео                 | 4:59       |
| 9.    | «I Got You»         | Вейланд, Р. Делео                 | 4:16       |
| 10.   | «MC5»               | Вейланд, Д. Делео                 | 2:42       |
| 11.   | «Atlanta»           | Вейланд, Д. Делео                 | 5:19       |
| 42:17 |                     |                                   |            |

## Учасники запису
Stone Temple Pilots
- Скотт Вейланд — вокал, орган
- Дін Делео — гітари, акустична гітара, лапстіл, шестиструнний бас
- Роберт Делео — бас-гітара, перкусія, гітари, цитра, електрогітари
- Ерік Крец — ударні, перкусія

Технічний персонал
- Брендан О'Браєн — продюсер, мікшування, бек-вокал, клавішні, перкусія, фортепіано
- Девід Кемпбелл – аранжування струнних
- Сюзі Катаяма – віолончель
- Жоель Деруен – концертмейстер
- Еван Вілсон – альт
- Ларрі Корбетт — віолончель
- Баррет Мартін — бас-маримба
- Нік Дідіа – інженер звукозапису
- Расс Фаулер – інженер звукозапису
- Дейв Рід — інженер
- Аллен Сайдс - інженер
- Стівен Маркуссен – майстеринг
- Ендрю Гарвер – цифровий монтаж
- Ерін Хейлі – координатор виробництва
- Шеріл Монделло – координатор виробництва
- Річард Бейтс – артдиректор
- Андреа Брукс – артдиректор
- Чепмен Белер – фотографія
- Стів Стюарт – менеджмент

## Хіт-паради
| Чарт (1999—2000)                                     | Найвища позиція |
| ---------------------------------------------------- | --------------- |
| Австралія Australian Albums (ARIA)                   | 21              |
| Німеччина German Albums (Offizielle Top 100)         | 41              |
| Канада Canadian Albums (Billboard)                   | 5               |
| Нова Зеландія New Zealand Albums (Recorded Music NZ) | 33              |
| Шотландія Scottish Albums (OCC)                      | 82              |
| Велика Британія UK Albums (OCC)                      | 101             |
| Велика Британія UK Rock & Metal Albums (OCC)         | 4               |
| США US Billboard 200                                 | 6               |

| Чарт (2000)                         | Позиція |
| ----------------------------------- | ------- |
| Canadian Albums (Nielsen Soundscan) | 176     |
| US Billboard 200                    | 161     |

Сингли
| Рік  | Сингл               | Mainstream Rock Tracks | Modern Rock Tracks | Adult Top 40 | Hot 100 |
| ---- | ------------------- | ---------------------- | ------------------ | ------------ | ------- |
| 1999 | «Down»              | 5                      | 9                  |              | 107     |
| 2000 | «Heaven & Hot Rods» | 17                     | 30                 |              |         |
| 2000 | «No Way Out»        | 17                     | 24                 |              |         |
| 2000 | «Sour Girl»         | 4                      | 3                  | 37           | 78      |

## Сертифікація
| Регіон                                             | Сертифікація | Продажі    |
| -------------------------------------------------- | ------------ | ---------- |
| Канада (Music Canada)                              | Платиновий   | 100 000^   |
| США (RIAA)                                         | Платиновий   | 1 000 000^ |
| ^відвантаження, що базуються лише на сертифікаціях |              |            |